# Čestice (zámek)

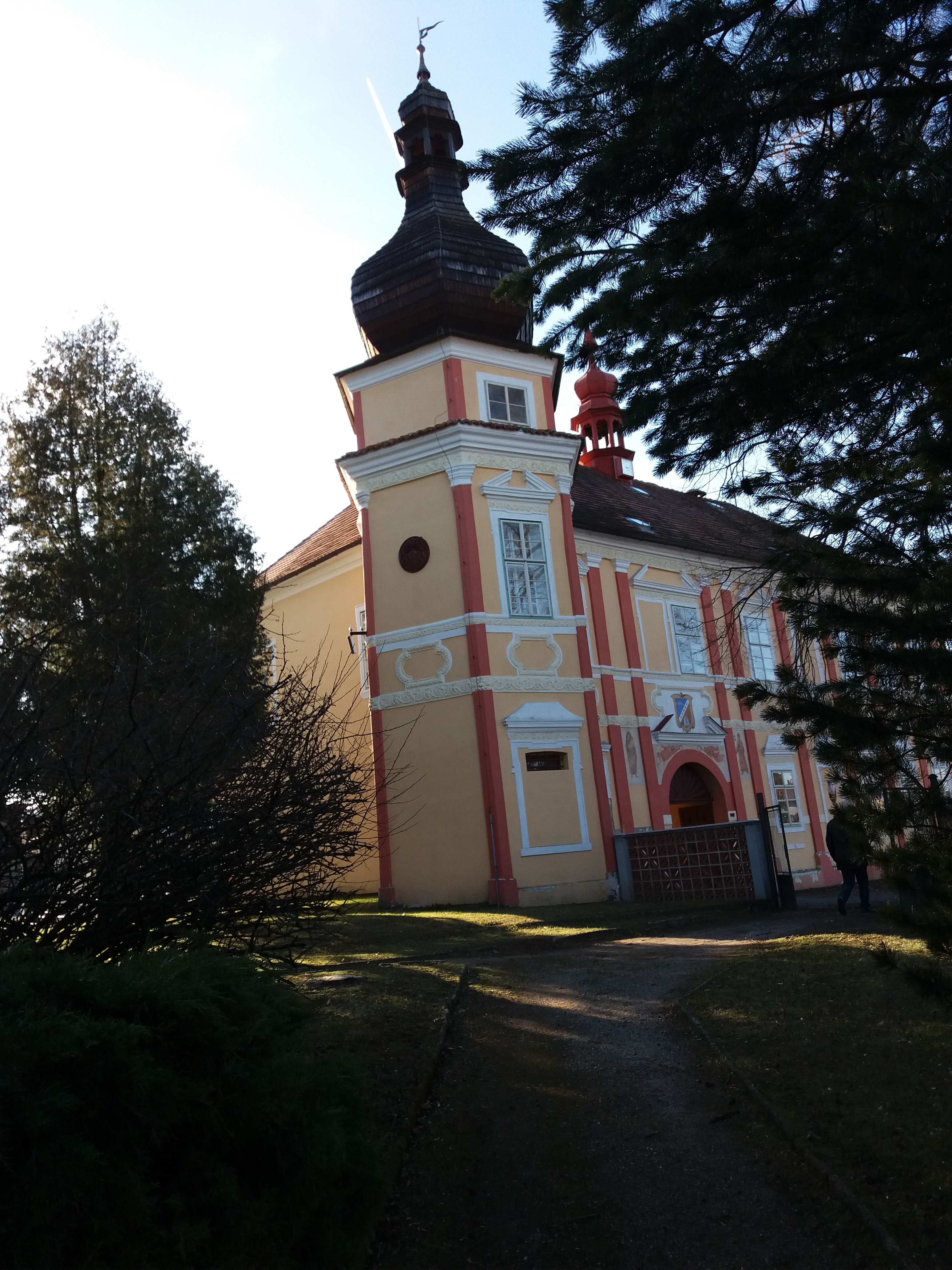
Čestice, zámecká věž, pohled z parku

Zámek Čestice leží v městyse Čestice nedaleko města Strakonice nad údolím potoka Peklov. První písemná zmínka o obci pochází ze 13. století. V roce 1908 byla císařem Františkem Josefem I. povýšená na městys. Z této doby pochází také znak Čestic zdobící vstupní zámeckou bránu. V části znaku je vyobrazen kapr, který připomíná znak rodu Přechů, dále pruh lipové lístky a kaplička v dolním poli štítu vypovídá, že v Česticích stojí kalvárie s křížovou cestou. V Česticích leží několik kulturních památek. Na kopci stojí kostel sv. Jana Křtitele, nad ním poutní místo Kalvárie s poustevnou, dále kaple sv. Josefa a socha sv. Jana Nepomuckého uprostřed obce. Zámek v Česticích je zařazen mezi památkově chráněné objekty.

## Historie
V 16. až 18. století zde byly postupně zámky dva. První starý přestavěl z bývalé tvrze Vilém Přech. Tvrz stála původně jihozápadně od dnešního zámku, kde je dnes park. Až Benigna Kateřina Hochhauserová počala stavět nový zámek. Ten ji však ještě před dostavbou vyhořel. Zadlužená Benigna Kateřina Hochhauserová, která vlastnila Čestice koncem 17. století, před věřiteli utekla do zahraničí. Panství s vyhořelým zámkem koupili Říčanští. Ti potom zámek dostavěli v letech 1690-1702. Po Říčanských přišla i období úpadku za dalších majitelů, hlavně na přelomu 18. a 19. století, kdy se zde vystřídalo osm majitelů. V roce 1815 koupil panství hrabě Rey, za dva roky si ho upravil k celoročnímu bydlení. Při zámku zřídil park a vysadil stromy, nechal postavit kašnu v pozdně renesančním slohu.
Při důkladnější údržbě v roce 1937 byla opravena fasáda, natřena okna a dveře. Byla zde zavedena elektřina a instalován vodovod. Po únoru 1948 se zámek dostal do správy Místního národního výboru. Národní výbor zde podnikl další nutné opravy. Byly zde nejen kanceláře, ale od roku 1946 školní kuchyně a později družstevní prádelna. V roce 1952 přibyla mateřská škola, dětský útulek, dvě třídy základní devítilété školy a 3 byty, .

## Architektura
Zámek je postaven v raně barokním stylu jako jednopatrová dvoukřídlová budova ve tvaru L. V levém návrší se tyčí šestiboká věž. Průčelí zámku je členěno průběžnými lizénami na sedm polí s okny, v druhém poli od jihu je hlavní brána. Horizontálně je průčelí členěno terakotovými pásy a reliéfy. Zámku vévodí věž s hodinami. Pod zámkem obíhá nízká hradba s kulatou baštou s dekorativními střílnami. V parku jsou zbytky sklepení a kamenného zdiva z doby starého zámku.

## Současnost
V zámku sídlí místní úřad s částí matriky, spolu s ním i obřadní síň a lidová knihovna s internetem. V několika místnostech jsou stálé expozice. Ty tvoří pamětní síň. Vystaveny jsou předměty z bývalého zámeckého inventáře, lovecké trofeje, ukázky starobylých hospodářských nástrojů a zařízení domácností. Součástí pamětní síně je i výstavní síň, kde se nejméně jedenkrát v roce (o pouti) konají výstavy. V zámeckém nádvoří často bývají divadelní a hudební představení, pravidelně také herní dny pro děti organizované místními spolky ve vedlejším parku.

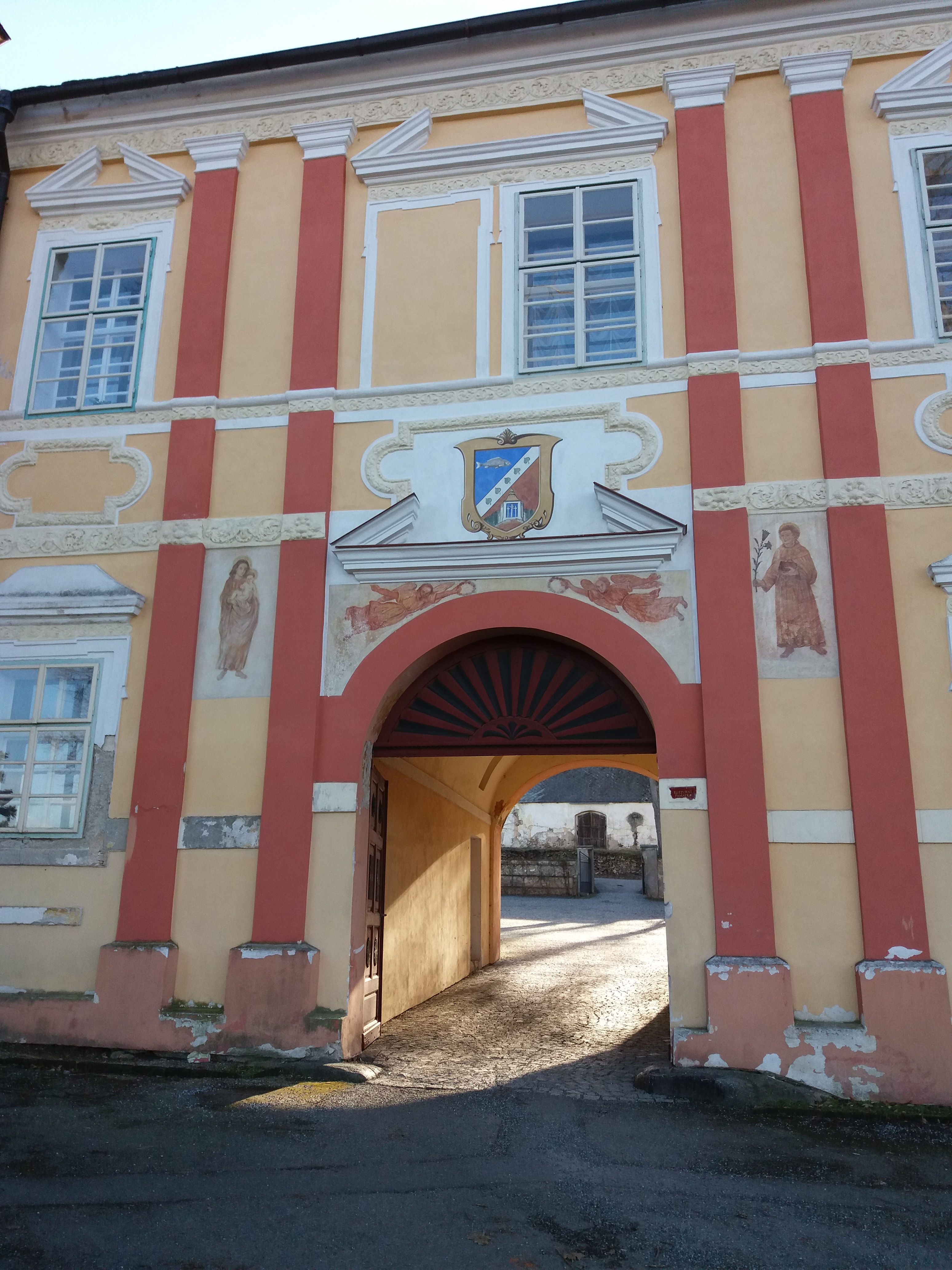
Zámek Čestice, pohled na bránu se znakem